# クリストファー・ゴーラム
クリストファー・ゴーラム（Christopher Gorham,  1974年8月14日 - ）は、アメリカ合衆国の俳優、声優である。

## 来歴
1974年、カリフォルニア州フレズノに生まれる。父親は会計士で、母親は学校の保健医だった。地元の高校を卒業後、カリフォルニア大学ロサンゼルス校へ進学して、映画と演劇について学んだ。役者として最初に出演した作品はテレビシリーズの『ベイウォッチ』の端役で、1997年あたりから本格的に俳優活動を開始し、それ以降『オデッセイファイブ』や『ジェイク2.0』など様々なテレビドラマへ出演している。近年ではテレビシリーズ『アグリー・ベティ』や『COVERT AFFAIRS/コバート・アフェア』へのレギュラーキャストとしても知られており、着実に役者としての地位を築き上げている。

### 私生活
1999年から出演したテレビドラマ『Popular』の共演者Anel Lopez Gorhamと2000年に結婚し、現在は3人の父親でもある。

## 出演作品

### 映画
- Shopping for Fangs (1997)
- 普通じゃない A Life Less Ordinary (1997)
- Dean Quixote (2001)
- 幸せになるための恋の手紙 The Other Side of Heaven (2001)
- Relative Chaos (2006)
- 恋する2人の解説書 My Girlfriend's Boyfriend (2010)
- ザ・レッジ－12時の死刑台- The Ledge (2011)
- Somebody's Hero (2011)
- Answer This! (2011)
- The Stream (2013)
- あの夜、マイアミで One Night in Miami (2020)

### テレビドラマ
- スパイ・ゲーム Spy Game (1997)
- サンフランシスコの空の下 Party of Five (1997, 1998)
- バフィー 〜恋する十字架〜 Buffy the Vampire Slayer (1998)
- リベンジ/ 闇の処刑人 Vengeance Unlimited (1998)
- Saved by the Bell: The New Class (1999)
- Popular (1999 - 2001)
- フェリシティの青春 Felicity (2001 - 2002)
- オデッセイファイブ Odyssey 5 (2002 - 2003)
- Boomtown (2003)
- CSI:科学捜査班 CSI: Crime Scene Investigation (2003)
- WITHOUT A TRACE/FBI 失踪者を追え! Without a Trace (2003)
- ジェイク2.0 Jake 2.0 (2003 - 2004)
- M.I. 緊急医療捜査班 Medical Investigation (2004 - 2005)
- Out of Practice (2005 - 2006)
- アグリー・ベティ Ugly Betty (2006 - 2010)
- ハーパーズ・アイランド 惨劇の島 Harper's Island (2009)
- COVERT AFFAIRS/コバート・アフェア Covert Affairs (2010 - 2014)
- Love Bites (2011)
- Hot in Cleveland (2012)
- See Dad Run (2014)
- ワンス・アポン・ア・タイム Once Upon a Time (2014)
- NYボンビー・ガール 2 Broke Girls (2017)
- リンカーン弁護士 The Lincoln Lawer (2022)

### テレビアニメ
- バットマン The Batman (2008)
- Justice League: War (2014)

### ビデオゲーム
- Star Trek: Hidden Evil (1999)
- Medal of Honor: Rising Sun (2003)

## 参照
1. 1 2 3 4  “Christopher Gorham Biography”. 2014年7月19日閲覧。